# Butifarra blanca

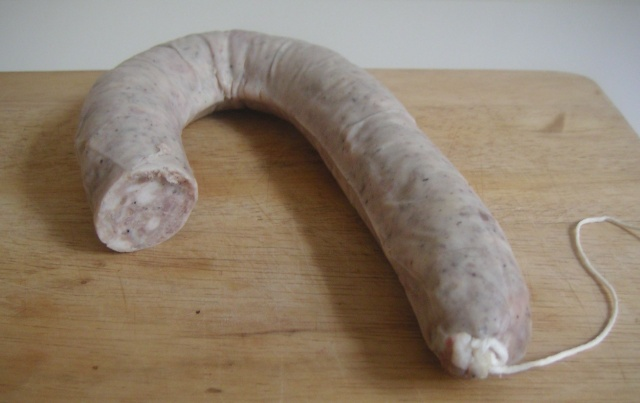
Butifarra blanca

La butifarra blanca, también llamada coleta o morcilla de la tripa cular, es un embutido tradicional del Ampurdán y uno de los embutidos de cerdo cocido más populares. Se elabora a base de las partes más grasosas del cerdo. Se trincha toda la carne y se aliña con sal y pimienta, se mezcla todo hasta conseguir una pasta homogénea. Una vez hecha la pasta se embute en una tripa, se ata y se cuece.
Esta butifarra se presenta en piezas individuales de una medida entre 4 y 5 cm de ancho y de 20 a 30 cm de longitud. De color marrón grisáceo. La textura puede ser granulosa o fina según cómo se trinche la carne.
Se comercializa de forma industrial o artesanal. 